# Oxford (Indiana)
Oxford és una població dels Estats Units a l'estat d'Indiana. Segons el cens del 2006 tenia 1.223 habitants.

## Demografia
Segons el cens del 2000, Oxford tenia 1.271 habitants, 485 habitatges, i 337 famílies. La densitat de població era de 962,2 habitants/km².
Dels 485 habitatges en un 34,6% hi vivien nens de menys de 18 anys, en un 53,2% hi vivien parelles casades, en un 10,9% dones solteres, i en un 30,5% no eren unitats familiars. En el 24,9% dels habitatges hi vivien persones soles el 15,1% de les quals corresponia a persones de 65 anys o més que vivien soles. El nombre mitjà de persones vivint en cada habitatge era de 2,54 i el nombre mitjà de persones que vivien en cada família era de 3,01.
Per edats la població es repartia de la següent manera: un 26,8% tenia menys de 18 anys, un 7,1% entre 18 i 24, un 28,5% entre 25 i 44, un 22% de 45 a 60 i un 15,6% 65 anys o més.
L'edat mediana era de 38 anys. Per cada 100 dones de 18 o més anys hi havia 85,3 homes.
La renda mediana per habitatge era de 39.375$ i la renda mediana per família de 45.966$. Els homes tenien una renda mediana de 31.714$ mentre que les dones 21.630$. La renda per capita de la població era de 16.472$. Entorn del 2,1% de les famílies i el 5,1% de la població estaven per davall del llindar de pobresa.

## Poblacions més properes
El següent diagrama mostra les poblacions més properes.